# Rimodellamento osseo
Il "rimodellamento osseo" è il processo continuo di adattamento strutturale dell'osso alle sollecitazioni provenienti dall'esterno, in modo da avere sempre una struttura adatta alle reali necessità biomeccaniche di quello specifico soggetto. Osteociti ed osteoblasti fanno così parte di una complessa catena di rilevazione del carico ed attuazione di modifiche ove necessario, per cui un osso sottoposto ad un carico che eccede i parametri biomeccanici sopportabili dalla sua struttura attuale indurrà in quell'osso un processo di rimodellamento delle trabecole funzionale ad una maggiore sopportabilità del carico e quindi osteoaddensamento.
Al contrario un osso sottoposto a pochi sforzi percepirà una minor tensione sulle "strutture-sensori" (osteociti, collagene peri-osteone) ed avvierà così un rimodellamento volto ad un maggior "riassorbimento osseo", dato che l'attuale struttura è percepita come uno "spreco" di matrice ossea, visti i lievi carichi cui è sottoposto.
Il rimodellamento non va confuso col rimaneggiamento osseo, termine con cui si intende l'aspetto dinamico delle modificazioni continue a cui è sottoposto l'osso fisiologicamente e per motivi di semplice omeostasi del calcio.

È un fenomeno che accompagna l'individuo durante la vita e si manifesta nella continua attività di apposizione e demolizione dell'osso.

Il fenomeno è prevalente nelle ossa lunghe nella porzione diafisaria nella quale il periostio appone materiale nella parte esterna mentre nella parte interna gli osteoclasti lo demoliscono a seconda delle necessità organiche di sali di calcio e fosforo.
La fase appositiva prevale in età giovanile determinando l'accrescimento dell'individuo, in età adulta si ha una fase di mantenimento, mentre in età senile si ha una prevalenza della fase demolitiva che determina l'indebolimento della struttura fino all'eventuale rottura.

## Fasi del rimodellamento osseo
Il processo di rimodellamento osseo si realizza tramite cicli che prevedono il riassorbimento di osso da parte degli osteoclasti e la sua nuova deposizione per azione degli osteoblasti. Gli osteoclasti e gli osteoblasti che realizzano un ciclo di rimodellamento costituiscono un'unità multicellulare di rimodellamento osseo (BMU, "Bone Multicellular Unit"). Il processo vede protagonista numerose BMU operanti in determinate aree tramite una precisa sequenza di fasi.

Il fenomeno di rimodellamento osseo. Viene evidenziata la differenziazione delle cellule osteoprogenitrici prima in osteoclasti e poi in osteoblasti.

Le fasi del rimodellamento possono essere così riassunte: 
- Attivazione: l'inizio del rimodellamento può partire da uno stimolo meccanico o ormonale oppure direttamente da stress meccanici: in ogni caso, il danno è capace di provocare l'apoptosi di osteociti oppure il rilascio di fattori di crescita.
- Riassorbimento: ha durata che varia dai 30 ai 40 giorni e coinvolge gli osteoclasti. Avremo due fenomeni diversi a seconda se si tratta di un osso spugnoso o un osso compatto: nel primo caso, gli osteoclasti agiscono sulla superficie trabecolare rivestite da endostio formando le lacune di Howship all'interno delle quali i capillari portano le cellule osteoprogenitrici; nell'osso compatto, gli osteoclasti scavano un tunnel conico con le pareti rivestite da cellule osteoprogenitrici trasportate all'interno del cono dai capillari.
- Inversa: ha durata di circa nove giorni e prevede l'apoptosi degli osteoclasti e la differenziazione delle cellule osteoprogenitrici in osteoblasti.
- Ossificazione: dura dai tre ai quattro mesi e comprende la formazione dell'osteoide susseguita dai due diversi processi di ossificazione (intramembranosa o endocondrale).[1]